# Bien de Interés Departamental (Montevideo)
Los Bienes de Interés Departamental es la catalogación que reciben las áreas, espacios y edificaciones de interés patrimonial y de importancia histórica de la ciudad y el departamento de Montevideo.
Históricamente, desde su aplicación estos lugares significativos eran declarados bajo la denominación de Bienes de Interés Municipal, aunque con la creación de los municipios de Montevideo, pasaron a denominarse como Bienes de Interés Departamental, siendo designados por la Intendencia Departamental. 

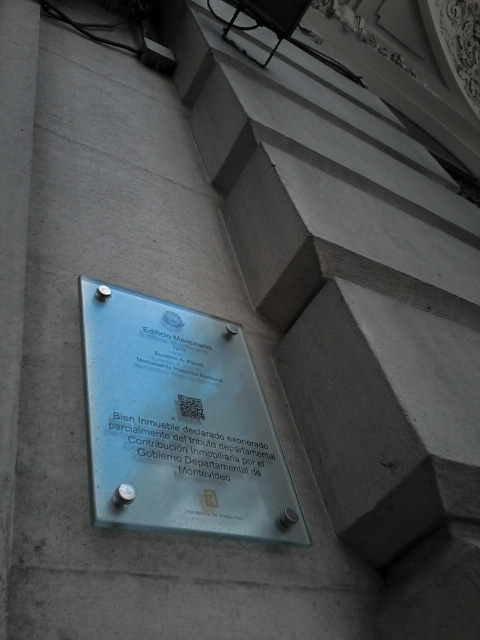
Palacio Marexiano con la placa que lo identifica como Monumento Histórico Nacional y a la vez como Bien de Interés Departamental por el Gobierno de Montevideo

En el caso de los municipios, estos también tienen la facultad de declarar Bienes de Interés Municipal. Por tanto, en la ciudad de Montevideo se pueden encontrar Bienes de Interés Departamental y Municipal. E incluso, muchos de estos, pueden convivir con sitios que también estén catalogados por la Comisión del Patrimonio Cultural de la Nación como Monumento Histórico Nacional.

## Normativa departamental
La normativa departamental entiende que estos bienes representan un conjunto de edificaciones, áreas y espacios protegidos, entre los cuales se encuentran Bienes de Interés Departamental, Bienes de Interés Municipal y Áreas Patrimoniales.
Los mismos, son designados por la Junta Departamental de Montevideo y la Unidad de Patrimonio del Gobierno de Montevideo es quien se encarga de garantizar su protección.
Tal normativa brinda fondos para la rehabilitación y conservación de estos bienes. E incluso el acceso a la exoneración inmobiliaria.

## Bienes

### Edificaciones
- Palacio de la Luz
- Casa Matriz del Banco de Seguros del Estado
- Palacio Díaz
- Edificio Panamericano
- Museo Zoológico Dámaso Antonio Larrañaga
- Quinta Eastman

- Edificio de la Caja de Jubilaciones y Pensiones
- Edificio de la Administración Nacional de Combustibles, Alcohol y Portland

### Áreas patrimoniales
- Área Patrimonial 18 de Julio

### Espacios
- Plaza Gomensoro